# トゥルク・ウォンダマ県
トゥルク・ウォンダマ県 （トゥルク・ウォンダマけん、インドネシア語: Kabupaten Teluk Wondama）はインドネシア西パプア州の県。トゥルクは湾を意味しており、ウォンダマ湾県とも訳される。
面積は3959.53km2であり、人口は2010年の国政著差で26,321人、2014年1月の最新のものでは30,371人とされる。県庁所在地はラシエイ。

## 註
1. ↑  Biro Pusat Statistik, Jakarta, 2011.

座標: 南緯2度42分 東経134度30分 / 南緯2.700度 東経134.500度